# TKB-506
Le TKB-506 (en russe : ТКБ-506) était une petite arme de poing conçue pour ressembler à un coupe-cigare, développée par Igor Stechkin, prétendument sur les ordres du KGB.
Les dimensions du TKB-506 sont de 11 x 9,2 x 2 cm. Pesant 0,44 kg à vide, il pouvait tirer trois cartouches de 7,62 mm, chacune maintenue dans un canon séparé de seulement 2,5 cm de long et chacun ayant une queue de détente séparée. L’exemplaire numéro 10 peut maintenant être vu au musée d'État des armes de Toula,.
Le TKB-506A avait un armement identique et un poids similaire d’environ 0,47 kg avec des munitions, mais était encore plus petit (7,4 cm de hauteur) en éliminant le trou de coupe utilisé pour la détente dans le TKB-506.